# Anton Fokin
Anton Fokin (* 13. November 1982 in Taschkent, Usbekistan) ist ein usbekischer Turner, der insbesondere am Barren internationale Erfolge aufweisen kann.

## Karriere
Fokin begann 1988 mit dem Turnen. Seine Spezialdisziplin wurde der Barren, an dem er auch zur Weltspitze gehörte. Bei der Turn-Weltmeisterschaft 2007 in Stuttgart erhielt Fokin für seine Übung am Barren 16.200 Punkte und belegte den Bronzerang hinter Mitja Petkovšek aus Slowenien und Kim Dae Eun aus Südkorea. Auch bei den Olympischen Spielen 2008 in Peking belegte Fokin am Barren den dritten Rang, ebenfalls mit einer Wertung von 16.200. Fokin nahm auch an den Olympischen Spielen 2016 teil, konnte sich aber nicht für ein Finale qualifizieren.
Neben seiner Karriere als Athlet ist Fokin auch als Trainer tätig. Von 2014 bis 2018 war er Cheftrainer des KTV Straubenhardts, im Juli 2018 kündigte er seiner Rückkehr nach Usbekistan an. Zuletzt war er Landestrainer am Olympiastützpunkt Niedersachsen in Hannover.